# La Brévine
La Brévine es una comuna suiza del cantón de Neuchâtel, situada en el distrito de Le Locle. Limita al norte con la comuna de Le Cerneux-Péquignot, al este con La Chaux-du-Milieu y Les Ponts-de-Martel, al sur con Val-de-Travers, y al oeste con Hauterive-la-Fresse (FRA-25), Montbenoît (FRA-25), Les Gras (FRA-25) y Grand'Combe-Châteleu (FRA-25).

## Climatología

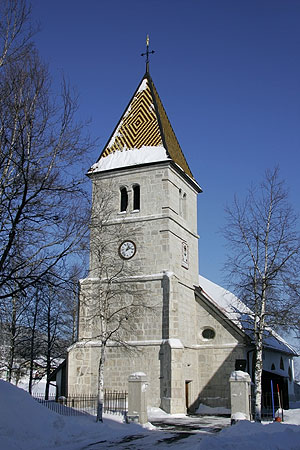
Iglesia de la Brévine en invierno.

El Lac des Taillères está situado a dos kilómetros de la villa. El microclima de la comuna es mucho más frío que el de los municipios vecinos. El 12 de enero de 1987 la estación meteorológica local registró una temperatura de -41,8 °C, la más baja registrada en Suiza. Esto le ha valido a La Brévine el apodo de la pequeña Siberia.

## Ciudades hermanadas
Leynes.